# Chilliwack—Fraser Canyon

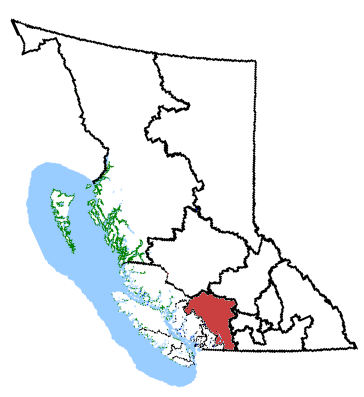
Carte de la circonscription de Chilliwack—Fraser Canyon

Chilliwack—Fraser Canyon est une ancienne circonscription électorale fédérale canadienne de la Colombie-Britannique, représentée de 2004 à 2015.
La circonscription se situait à l'ouest de la Colombie-Britannique et représentant les villes de Chilliwack, Hope, Kent, Lytton et Lillooet, ainsi que les villages de montagne du comté de Bridge River.
Les circonscriptions limitrophes étaient Abbotsford, Cariboo—Prince George, Pitt Meadows—Maple Ridge—Mission, Kamloops—Thompson—Cariboo, Okanagan—Coquihalla, Colombie-Britannique-Southern Interior, Île de Vancouver-Nord et West Vancouver—Sunshine Coast—Sea to Sky Country. 
Elle possédait une population de 112 118 personnes, dont 80 567 électeurs, sur une superficie de 29 999 km². 

## Résultats électoraux
|       | Candidat               | Parti              | # de voix | % des voix |
|       | (X) Mark Strahl        | Conservateur       | +28 160,  | 57,2 %     |
|       | Diane Janzen           | Libéral            | +05 320,  | 10,81 %    |
|       | Gwen O'Mahony          | NPD                | +12 691,  | 25,78 %    |
|       | Jamie Hoskins          | Vert               | +02 706,  | 5,5 %      |
|       | Dorothy-Jean O'Donnell | Marxiste-léniniste | +00173,   | 0,35 %     |
|       | Clive Edwards          | Western            | +00180,   | 0,37 %     |
| Total | Total                  | Total              | 49 230    | 100 %      |

|       | Candidat               | Parti              | # de voix | % des voix |
|       | (X) Chuck Strahl       | Conservateur       | +29 195,  | 62,33 %    |
|       | Myra Sweeney           | Libéral            | +03 980,  | 8,5 %      |
|       | Helen Kormendy         | NPD                | +08 791,  | 18,77 %    |
|       | Barbara Lebeau         | Vert               | +04 107,  | 8,77 %     |
|       | Harold J. Ludwig       | Héritage           | +00653,   | 1,39 %     |
|       | Dorothy-Jean O'Donnell | Marxiste-léniniste | +00114,   | 0,24 %     |
| Total | Total                  | Total              | 46 840    | 100 %      |

## Historique
La circonscription est créée en 2003 à partir des circonscriptions de Fraser Valley, Cariboo—Chilcotin, Pitt Meadows—Maple Ridge—Mission, Okanagan—Coquihalla et West Vancouver—Sunshine Coast. Abolie lors du redécoupage de 2012, elle est redistribuée parmi Chilliwack—Hope, Mission—Matsqui—Fraser Canyon et une petite partie de West Vancouver—Sunshine Coast—Sea to Sky Country.
1. 2004-2011 — Chuck Strahl, PCC (député depuis 1993)
2. 2011-2015 — Mark Strahl, PCC

- PCC = Parti conservateur du Canada

1. ↑  Élections Canada.